# 歡迎回來
「歡迎回來」為日本歌手絢香於2008年5月14日發行之8th單曲。

## 解說
- 富士電視台週二晚間九點連續劇「絕對達令」主題歌（本劇為其夫水嶋宏所演出）。

- 另外，B面曲收錄為前作「牽手吧」的LIVE ver.。

## 曲目
1. 歡迎回來（おかえり）
  - 作詞：絢香 / 作曲：西尾芳彦 絢香
  - 富士電視台連續劇「絕對達令 」主題歌。
2. 迷路
  - 作詞：絢香 / 作曲：西尾芳彦 絢香
3. 牽手吧 <2007/12/20 日本武道館LIVE ver.>
  - 作詞：絢香 / 作曲：西尾芳彦 絢香
4. 歡迎回來 （Instrumental）
5. 迷路 （Instrumental）

## 收錄專輯
- Sing to the Sky　#1,#3（普通音源）
- ayaka's History 2006-2009　#1（Disc1）,#3（Disc1・普通音源）